# Teréz körúti robbantás
A Teréz körúti robbantás (nagykörúti robbantás vagy terézvárosi robbantás) 2016. szeptember 24-én 22 óra 36 perc 18 másodperckor történt Budapesten, a Teréz körút 4. szám alatti, felújításra előkészített, üres üzlethelyiség bejáratánál. A támadásban egy taxisofőr könnyebben, Vantara László rendőr törzsőrmester súlyosan, Andirkó Szabina rendőr törzsőrmester életveszélyesen megsérült. Papp Károly rendőr altábornagy, országos rendőrfőkapitány másnap esti bejelentése szerint a merénylet célpontja egyértelműen a közelben járőrszolgálatot teljesítő két rendőr törzsőrmester volt, a szerkezet pedig házi készítésű szögbomba lehetett. A feltételezett elkövetőt, aki a nyomozás adatai szerint egyedül hajtotta végre a robbantást, közel egy hónapi nyomozás után, 2016. október 19-én Keszthelyen fogták el a Terrorelhárítási Központ (TEK) munkatársai.

## Események
A robbantás 2016. szeptember 24-én 22 óra 36 perc 18 másodperckor történt Budapesten, a Teréz körút 4. szám alatti üres üzlethelyiség bejáratánál, pontosan akkor, amikor a körúton járőrszolgálatot teljesítő rendőrjárőr (Andirkó Szabina és Vantara László törzsőrmesterek) a robbanószerkezet mellé ért. Mindkét rendőr súlyosan megsérült, egyikük rádión még segítséget hívott, miközben próbálta elállítani társa vérzését.
A robbanásban megrongálódtak a környéken álló autók, megsérült egy közelben tartózkodó taxis, a detonáció ereje több lakás ablakát betörte, de tűz nem keletkezett. A helyszínen és környékén a robbanószerkezetbe csomagolt szögeket találtak szétszóródva, közülük volt olyan darab is, ami 187 méter távolságra repült el.
A nyomozás során a jelek arra utaltak, hogy a hidegvérrel végrehajtott robbantást milliméter pontossággal erre a helyszínre szabta az elkövető. A detonáció után – egy sajtóértesülés szerint – a Kürt utca felé távozott, közben megszabadult kalapjától; attól fogva a dzsekije kapucnijával igyekezett takarni az arcát. A kis utca egy sötét szakaszán a feltűnő fehér cipőjét is egy sötétre cserélte, amit addig a szatyrában vitt; onnét a Dob utca érintésével, a Kertész utcán haladva ment egészen a Blaha Lujza térig, közben egy szórakozóhely előtt nekiütközött egy biztonsági embernek is, akitől tiszta magyarsággal elnézést kért. Egyes szakaszokon szaladt is, ha nem látta senki, máskor inkább csak sétatempóban haladt, hogy kerülje a feltűnést. A Blaha Lujza tértől a nyomozók a Népligetig tudták követni a további útvonalát, ahol szem elől tévesztették.

## Videófelvétel
A rendőrség az elkövetéstől számított negyvenegy órán belül közreadott hét felvételt, amelyeket a feltételezett elkövetőről készítettek a környék térfigyelő kamerái, valamint egy olyan, több mint 18 perces videófelvételt is, amelyet az illetőnek a helyszínen történő aznap esti első felbukkanásától kezdve, a robbantást követő pillanatokig terjedően készített egy, a közvetlen közelben működő térfigyelő kamera.

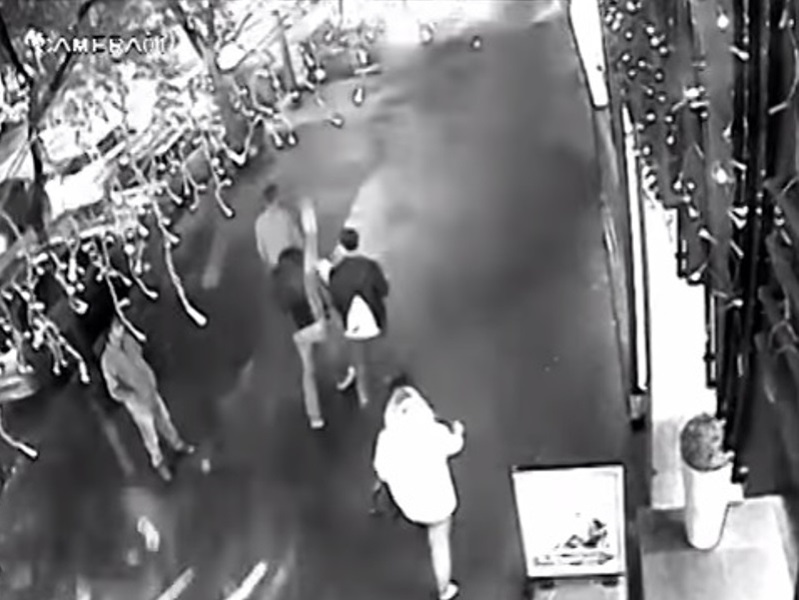
A robbantás pillanata (a detonáció a kép felső részén)

Ezen a videófelvételen az látható, hogy egy horgászkalapot viselő férfi több mint negyedórán keresztül téblábol a robbanás majdani helye közelében, többnyire a fal mellett vagy a falbeugróban álldogálva, miközben iszik valamit, a robbanás pedig pontosan akkor történik, amikor a járdán közlekedő rendőrjárőrök egy vonalba érnek a robbanószerkezettel. A robbanás pillanataiban a horgászkalapos férfi mindvégig ott áll az egyik falmélyedésben, annak helyétől néhány méterre, majd a detonációt követően még közelebb is megy a már földön fekvő sérültekhez – ezen a ponton ér véget a videó. A felvételen továbbá az is látható, miszerint alig pár méteren múlt, hogy nem történt kettőnél több súlyos személyi sérülés, mert egy gyorsabban sétáló járókelő nő – a felrobbanó bomba hatókörében előzte meg az úttest felől a két rendőrt.
Október 1-jén késő este a Központi Nyomozó Főügyészség további kamerafelvételeket tett közzé a feltételezett elkövetőről, ezeken a horgászkalapos alak előbb egy utcán sétálva látszik, majd egy élelmiszerüzlet belső kamerafelvételein látható, amint valamit vásárol, még a robbantást megelőzően, feltételezhetően a Teréz körút és a Podmaniczky utca sarkán lévő Prima üzletben.

## Elkövető

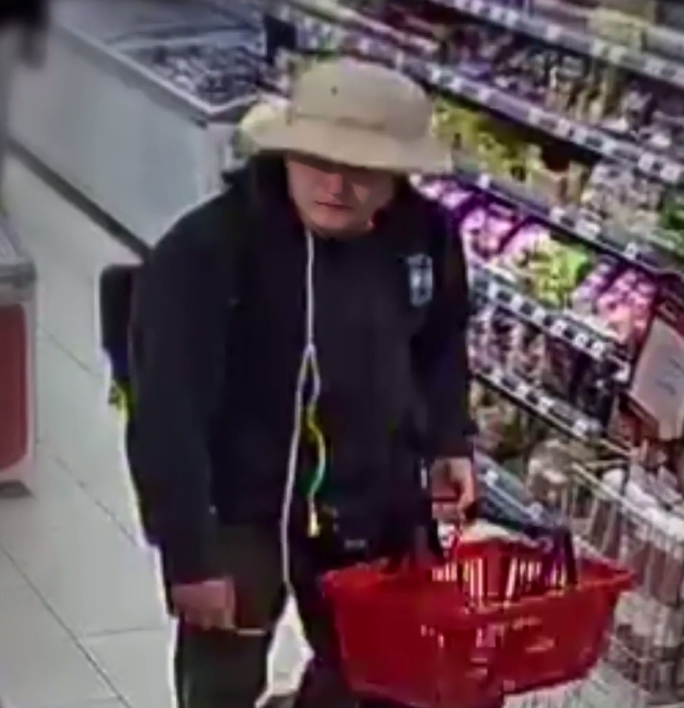
A feltételezett elkövető képe egy biztonsági kamera felvételén, fején egy homokszínű sivatagi katonai sapka

A rendőrségi felhívás szerint az „ismeretlen férfi körülbelül 170 centiméter magas, 20-25 év körüli, aki az elkövetéskor világos horgászkalapot, sötét vászondzsekit, kék farmernadrágot és fehér sportcipőt viselt.”
Az elkövetőre nettó 10 millió forintos nyomravezetői díjat tűztek ki.
Sajtóértesülések szerint a tettes a robbantás után a feltűnő fehér cipőjét sötétre cserélte és megszabadult kalapjától; attól fogva a dzsekije kapucnijával igyekezett takarni az arcát. A nyomozás kiderítette, hogy miután elhagyta a helyszínt, gyalogosan folytatta útját, de nem sietett, hanem a térfigyelő kamerák felvételeinek elemzése alapján hosszú, több mint négy kilométeres, 52 percig tartó sétát téve a városban, egészen a Népligetig gyalogolt – közben két ízben is átöltözött, a homokszínű sivatagi katonai sapkáját egy Quechua Cat for Dark Blue 2012 G1 típusú baseballsapkára cserélte, felsőruházatára pedig piros széldzsekit húzott –, majd eltűnt.

## Nyomozás
Az ügyben először a rendőrség kezdett nyomozni, majd két nappal az esetet követően, 2016. szeptember 26-án késő délután a nyomozás irányítását a Központi Nyomozó Főügyészség vette át, több emberen, hivatalos személy sérelmére elkövetett emberölés bűntettének kísérlete miatt.
Az Országgyűlés nemzetbiztonsági, valamint honvédelmi és rendészeti bizottságának szocialista elnöke, Molnár Zsolt már két nappal később, a grémium szeptember 26-i együttes ülése után úgy nyilatkozott, hogy az ideológiai, különösen a dzsihadista motiváció nem valószínű. Orbán Viktor miniszterelnök szerint semmi nem mutatott arra, hogy bármilyen összefüggés lett volna a migránsválság és a robbantás között.
Szeptember 30-án, a nyomozás hetedik napján több sajtóorgánum arról adott hírt, hogy a nyomozók azonosíthatták a robbanószerkezet távirányítóját: erre utalhat, hogy célzottan, egy adott kereskedés által forgalmazott berendezés miatt tartottak ellenőrzést egy vidéki címen, ahol még hónapokkal korábban rendeltek a kérdéses termékből. A sajtóértesülés szerint maga a távirányító és egycsatornás vevő modul teljesen átlagos, többek közt garázskapuk nyitására szolgáló eszköz, s a nyomozók kifejezetten azzal indokolták az ellenőrzést, mert a két rendőrt megsebesítő támadásnál is ilyen készüléket használtak. A forgalmazó cég részéről megerősítették ezt az értesülést, ám úgy vélték, hogy a kérdéses termék az internetről is megrendelhető, ezért jóval több is lehet belőle az országban az általuk értékesítettnél.
A rendőrök a 2006 szeptemberi-októberi fővárosi zavargások résztvevői között is keresték az elkövetőt – különös tekintettel az akkori rendőri túlkapásokkal vagy bántalmazásokkal érintett tüntetőkre, civil személyekre –, mert elképzelhetőnek tartották, hogy az illető az akkori sérelmein akart bosszút állni egy, célzottan rendőrök ellen elkövetett támadással, az események tízéves évfordulóján. Vizsgálták a nyomozók azt a szálat is, mely szerint az elkövető netán korábban olyan rendőr lehetett, aki valami miatt haraggal vált meg az egyenruhás testülettől.
Az ügyhöz kapcsolódóan a Nemzeti Nyomozó Iroda október elején nyomozást indított jelentős kárt okozó csalás kísérletének gyanújával egy nő ellen, akiről azt gyanították, hogy a tízmillió forintos nyomravezetői díj helyett 25 millió forintot kért e-mailben a hatóságoktól, hogy annak fejében információkkal szolgáljon a Teréz körúti merénylet részleteiről. Az eljáró hatóságok azt is feltételezték, hogy a nő valójában megpróbálta megtéveszteni a hatóságokat. A meggyanúsított nő nem ismerte be a terhére rótt cselekményt, és arra hivatkozott, hogy e-mail fiókjához több ismerőse is hozzáfért, így a kérdéses levelet az ismerősök valamelyike írhatta.
Október 15-ére már egyértelművé vált az is, hogy az elkövető nagy valószínűséggel egyedül követte el a bűncselekményt, mert a nyomozóknak sikerült megtalálniuk és kihallgatniuk a helyszíni felvételeken szereplő azon férfit, aki a robbantás előtti pillanatokban gyanút keltően viselkedett – látszólag céltalanul téblábolt, a felvételekről úgy tűnt, mintha mondott is volna valamit a feltételezett tettesnek, majd a robbantóra és a közeledő rendőrökre is ránézett –, az illető ugyanis megalapozottnak bizonyuló alibit igazolt. Ugyaneddig a napig – tehát a nyomozás harmadik hetének végéig – már 912 bejelentés érkezett a hatóságokhoz és 56 kép- vagy videófelvételt töltöttek fel a rendőrség külön ezen ügy nyomozásának segítése végett létrehozott honlapra, de az ellenőrzött információk nem hoztak döntő áttörést a nyomozásban.
A Privát Kopó című online bűnügyi magazin október 19-én arról számolt be, hogy szerkesztőségükkel kapcsolatba lépett egy korábban évekig fegyver- és robbanóanyag-csempészettel foglalkozó férfi, aki azt állította: 2002 körül találkozott a robbantóval, akit akkor a rendőrség egyik fedett nyomozója mutatott be neki. A portál közlése szerint az egykori bűnöző szerb állampolgárságú, de magyarul is kiválóan beszélő, Budapestet jól ismerő, a találkozó idején 23-25 éves férfiként írta le az illetőt, akiről elsősorban az arcberendezése és rendkívül érzelemmentes kommunikációja maradt emlékezetes a számára. A PestiSrácok.hu ezt az információt azzal egészítette ki, hogy elérték a Privát Kopó főszerkesztőjét, Valencsik Ferencet, aki elmondta: a hatóságoknak jóval több információt adott át a cikkükben közölteknél. A PestiSrácok.hu cikkében megírták azt is, hogy más forrásból úgy tudják, Valencsiket a Nemzeti Védelmi Szolgálat és a Központi Nyomozó Főügyészség még a 19-i nap folyamán, minden részletre kiterjedően ki kívánja hallgatni.
Október 19-én kora este több hírforrás is bejelentette, hogy értesüléseik szerint a Terrorelhárítási Központ (TEK) munkatársai elfogták a feltételezett tettest; ezt az értesülést a hatóságok akkor még sem megerősíteni, sem cáfolni nem kívánták, de másnap délelőttre sajtótájékoztatót ígértek. Az Országos Rendőr-főkapitányság, a Központi Nyomozó Főügyészség és a Terrorelhárítási Központ vezetőinek 20-i, közös sajtótájékoztatóján aztán megerősítették, hogy a TEK beavatkozó egységei az előző nap valóban a robbantás feltételezett elkövetőjét fogták el, Keszthely területén, a Csík Ferenc sétányon, egy gépkocsiban; a bejelentés szerint az illető büntetlen előéletű, vidéki lakhelyű magyar állampolgár. A Blikk értesülései szerint a merénylő édesanyjától szerzett DNS-mintával jutottak el a merénylőhöz, a TV2 szerint pedig az e-mail címe buktatta le, mert az internetről rendelte meg a robbanószerkezet vevőegységében elhelyezett áramkört.
Több sajtóértesülés szerint az elkövető édesapja 2010-2011 között hét hónapon át a Zala megyei Karmacs független polgármestere volt a képviselő-testület önfeloszlatásáig; a PestiSrácok.hu meg is nevezte a volt polgármestert, id. Papp Lászlót.
Más sajtóinformációk szerint a feltételezett elkövető 2016 márciusa óta jórészt Homokkomárom szőlőhegyén, egy pincében lakott, feltételezhető, hogy a robbantáshoz használt szerkezetet is ott állította össze. A pincében a házkutatást végző nyomozók – a Zalai Hírlap információi szerint – mintegy két kilogrammnyi robbanóanyagot találtak és foglaltak le.

## Ügyészségi gyanúsítás
A Központi Nyomozó Főügyészség részéről Keresztes Imre főügyész 2016. október 20-án egy magyar állampolgárságú, büntetlen előéletű, vidéken élő 23 éves fiatalembert gyanúsított meg a Teréz körúti robbantással összefüggésben, előre kitervelten, több emberen, hivatalos személy sérelmére elkövetett emberölés kísérletével és robbanóanyaggal visszaéléssel. Keresztes Imre elmondta, hogy: a fiatal gyanúsított az őrizetbe vétele ellen és a meggyanúsítása ellen is panasszal élt, a főügyészség ennek ellenére kezdeményezte az előzetes letartóztatását.
Orbán Viktor miniszterelnök az elfogással kapcsolatosan az MTI-nek nyilatkozva kijelentette: „Büszkék vagyunk a rendőrökre, köszönjük az általuk végzett munkát. Bebizonyították, hogy Magyarország egy biztonságos hely, ahol a bűn nem maradhat büntetlenül”
A robbantással gyanúsított férfit 2016. október 21-én előzetes letartóztatásba helyezték. Elmeorvosi vizsgálat eredménye alapján a gyanúsított büntethető.
A nyomozást 2017 szeptemberében fejezte be a Központi Nyomozó Főügyészség, ennek megállapításaiból már a szeptember 11-re kitűzött iratismertetés előtt elárult részleteket a nyilvánosságnak a vádlott védője, Szikinger István. Elmondása szerint védence a robbantást követő napon e-mailt írt a Belügyminisztériumnak, részletesen leírva benne, hogy milyen pokolgépet használt, viszont követelésekről ebben a levélben nem tett említést. A gyanúsítás szerint viszont ebben az elküldött levelében utalt arra, hogy később követelésekkel is elő fog állni. A főügyészség ez alapján azt gyanította, hogy Papp László szándéka egymillió euró kizsarolása volt a belügyi tárcától, és ehhez további robbantásokkal fenyegetőzött; emiatt augusztus 25-én terrorcselekmény előkészületével is meggyanúsította a férfit. A védő szerint viszont csak annyi tény, hogy találtak az elkövető laptopján ilyen szöveget, ám azt nem küldte el senkinek. Ami a konkrét támadást illeti, a főügyészség úgy vélte, hogy az elkövető azzal a szándékkal robbantott a rendőrök mellett, hogy megszerezze szolgálati lőfegyvereiket; erre való tekintettel a gyanúsítottal az előre kitervelten, aljas célból, több ember és hivatalos személy sérelmére, több ember életét veszélyeztetve elkövetett emberölés kísérletének gyanúját közölték.

## Megsérült rendőrök
A robbanás következtében a 26 éves Vantara László törzsőrmester súlyos, a 23 éves Andirkó Szabina törzsőrmester életveszélyes sérüléseket szenvedett. Szemtanúk elmondása szerint a férfi rendőrnek a lábszára sérült, míg társa nyílt koponya-, nyak- és lábsérülést szenvedett. A Honvédkórházban végrehajtott műtétekkel állapotukat stabilizálták.
A rendőrnő Békéscsabáról költözött Budapestre, korábban ő volt a rendőrség toborzókampányának az arca, képe plakátokon is szerepelt. 2016. szeptember 28-án állapota folyamatos javulása után elhagyhatta az intenzív osztályt és átkerült az úgynevezett szubintenzív osztályra. A mélyaltatás után felébresztett rendőrnő megismerte hozzátartozóit, de a robbanás pillanataira nem emlékezett.
Október 17-én mindkét megsérült rendőr elhagyhatta a kórházat, ahonnan rehabilitációs intézetbe vitték őket további ápolás céljából. 2017. június 1-én újra szolgálatba álltak.

## Szögbomba
A Nol.hu egy tűzszerész igazságügyi szakértő véleménye alapján arról számolt be az esettel kapcsolatban, hogy az elkövető a házi készítésű szerkezetbe a szögeket repeszképzőnek tette. Jellemzően ez a fajta bombatípus inkább a Közel-Keleten, az USA-ban, Izraelben, és újabban Nyugat-Európában jelent meg, Magyarországon azonban eddig nem volt jellemző.
A rendőrségi feltételezések szerint a bomba működését az elkövető korábban már kipróbálhatta; az eszköz egyes elemei Kínából származhatnak. A robbantó professzionális detonátort és lőport használt a saját kezűleg összeszerelt pokolgéphez, amit egy vevőberendezéssel is ellátott.
Szakemberek szerint néhány apróságtól eltekintve a budapesti 2-es metróban 1989-ben felrobbantott csőbomba, valamint az 1996-os, háromszoros kukarobbantáshoz használt, poroltóba épített csőbombák hasonlítottak a Teréz körúti bomba szerkezetéhez. A robbantó azt mondta, hogy „a szögeket azért raktam bele, mert féltem nem fogja hozni a kellő eredményt. Végül is, egy darab szög is elég.”

## Ítélet
2019. március 12-én a Fővárosi Ítélőtábla másodfokon életfogytig tartó fegyházbüntetésre ítélte az elkövetőt. Legkorábban 30 év után szabadulhat.